# Százhalombatta
Százhalombatta este un oraș situat în partea centrală a Ungariei, în județul Pesta, pe malul drept al Dunării. Aici se află cea mai mare rafinărie din Ungaria și o termocentrală.

## Demografie
Componența etnică a orașului Százhalombatta
     Maghiari (96,21%)
     Necunoscut (0,99%)
     Alții (2,81%)
Componența confesională a orașului Százhalombatta
     Romano-catolici (27,2%)
     Fără religie (26,15%)
     Reformați (7,74%)
     Atei (2,38%)
     Necunoscută (34,45%)
     Alte religii (3,75%)
Conform recensământului din 2011, orașul Százhalombatta avea 17.830 de locuitori. Din punct de vedere etnic, majoritatea locuitorilor (96,21%) erau maghiari. Apartenența etnică nu este cunoscută în cazul a 0,99% din locuitori. Nu există o religie majoritară, locuitorii fiind romano-catolici (27,2%), persoane fără religie (26,15%), reformați (7,74%) și atei (2,38%). Pentru 34,45% din locuitori nu este cunoscută apartenența confesională.

## Obiective turistice
- Muzeul de Istorie în aer liber, dedicat săpăturilor arheologice care au scos la iveală numeroși tumuli din epoca fierului.
- Biserica romano - catolică Sf. Ștefan, realizată după planurile lui Imre Makovecz în 1995.